# Madonna col Bambino, san Giovanni Battista e san Michele Arcangelo
La Madonna col Bambino, san Giovanni Battista e san Michele Arcangelo  (en français : Vierge à l'Enfant entre les saints Jean Baptiste et Michel) est une peinture a tempera sur panneau de bois de 75 × 50 cm, qui peut être datée de 1496, réalisée par Neroccio di Bartolomeo de' Landi, et conservée dans la sacristie de l'Oratorio della Compagnia della Santissima Trinità à Sienne.

## Description

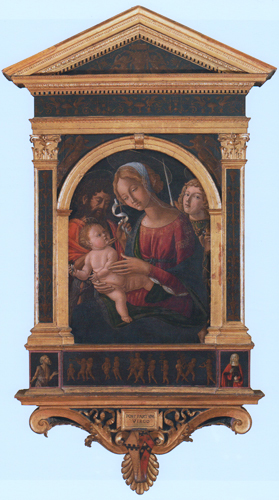
Vue d'ensemble avec encadrement d'origine.

Il s'agit d'un tableau de dévotion privée qui a la particularité d'avoir conservé son cadre d'origine. La partie supérieure est surmontée d'un chapiteau dont on distingue des victoires ailées et d'une frise de chérubins ou putti encadrée de chaque côté de saint Jérôme et de Marie Madeleine sur la partie basse. Les blasons des familles siennoises Brogioni et Buonsignori se distinguent à l'extrémité du cadre. Probablement une commande reçue par Neroccio pour un mariage célébré en 1496 entre Clemenza di Niccolò Brogioni et le comte di Giovanni di Bartolino Buonsignori.

## Inscription
Une inscription en latin sur le bord inférieur du tableau : « T(EMPO)RE S(ER) MATTHEI FRANCISCI PACIS OPERARII, IACOBUS BARDINI, PETRUS NEREI, ANTONIUS SANCTI. OPUS NEROCCII BARTHOLOMEI DE LANDIS SENENSIS, M . CCCC . LXXXXVI » permet de dater l’œuvre avec certitude (1496).

## Sources
- (en) Gertrude Coor, Neroccio de' Landi 1447-1500, Princeton, New Jersey, Princeton University Press, 1961, 235 p., 30 x 23 cmReproduction de la Madonna col Bambino, san Giovanni Battista e san Michele Arcangelo (figures nos 67, 68), décrite p. 181-182, (no 45) dans le catalogue.
- (it) Alessandro Angelini, Una gemma preziosa : L’Oratorio della Santissima Trinità in Siena e la sua decorazione artistica, Poggibonsi, Carlo Cambi Editore, 2012, 174 p., 31 x 24 cm (ISBN 978-88-6403-129-3 et 88-6403-129-4) Reproduction de la Madonna col Bambino, san Giovanni Battista e san Michele Arcangelo avec son cadre d'origine (figure no 145) p. 130.